# تحليل شبكي

الشكل 1 يوضح الشبكات الأساسية للدائرة المستوية ومصنفة إلى 1 و 2 و 3. R_{1}, R_{2}, R_{3}, 1/sc, و Ls تمثل قيم معاوقة المقاومات, المكثف والملف في تحويل لابلاس. V_{s} و i_{s} هما قيم مصدر الجهد ومصدر التيار على التوالي.

التحليل الشبكي (بالإنجليزية: Mesh analysis) (يطلق عليه أيضاً: التحليل الشعري أو طريقة التيار الشبكي) هو طريقة لحل الدوائر المستوية بواسطة التيار الكهربائي (وبشكل غير مباشر بواسطة الجهود الكهربية) في أي مكان في الدائرة الكهربائية، والدوائر المستوية هي دوائر يمكن رسمها على سطح مستوي بدون أسلاك تتقاطع مع بعضها البعض. وبصفة عامة أكثر؛ فإنها تسمى تحليل الحلقة (وتسمى متغيرات الشبكة بتيارات الحلقة) ويمكن تطبيقها على أي دائرة سواء كانت مستوية أو غير مستوية، ويستفيد التحليل الشبكي والتحليل الحلقي كلاهما من قانون كيرشوف للجهد للوصول إلى مجموعة من المعادلات تكون جاهزة للحل إذا كان للدائرة حل. وعادة يكون التحليل الشبكي أسهل من التحليل الحلقي عندما تكون الشبكة مستوية.

## التيارات الشبكية و الشبكات الأساسية

الشكل 2 : دائرة بتيارات شبكية مصنفة ك i_{1}, i_{2}, و i_{3} والأسهم تبين إتجاه التيارات الشبكية

يعمل التحليل الشبكي عن طريق فرض التيارات الشبكية التي تمر بالشبكات الأساسية (يطلق عليها أيضا الشبكات المستقلة)، والشبكة الأساسية عبارة عن حلقة في الدائرة الكهربائية والتي لا تحتوي على أي حلقة أخرى، والشكل 1 يصنف الشبكات الأساسية كـ 1 , 2 و 3 .
التيار الشبكي هو تيار يدور حول الشبكة الأساسية ويتم وضع المعادلات وحلها بواسطته، كما أن التيار الشبكي يمكن ألا يتوافق مع التيار المتدفق فيزيائيًا، ولكن التيارات الفيزيائية يمكن إيجادها بسهولة ، ومن الممارسات المعتادة مرور جميع التيارات الشبكية في نفس الاتجاه، وهذا يساعد في منع الخطأ أثناء كتابة المعادلات . وتم الاتفاق على مرور جميع التيارات الشبكية في اتجاه عقارب الساعة. و الشكل 2 يوضح نفس الدائرة في الشكل 1 مع تصنيف التيارات الشبكية .
يتم الحل بواسطة التيارات الشبكية بدلًا من التطبيق المباشر لقانونا كيرشوف للجهود والتيارات حيث يقلل بدرجة كبيرة حجم الحسابات المطلوبة؛ وهذا بسبب وجود تيارات شبكية أقل من تيارات الفروع الفيزيائية، ففى الشكل 2 على سبيل المثال؛ يوجد 6 تيارات فروع ولكن فقط 3 تيارات شبكية .

## إنشاء المعادلات
كل شبكة تنتج معادلة واحدة، وهذه المعادلات هي مجموع الهبوط في الجهد في حلقة كاملة للتيار الشبكي ، وللمشاكل الأكثر عمومًا والتي تشمل مصادر جهد ومصادر تيار، فإن الفقد في الجهد يساوي حاصل ضرب معاوقة العنصر الإلكتروني في التيار الشبكي في نفس الحلقة .
إذا كان مصدر الجهد يتواجد في الحلقة الشبكية، فإن الجهد عند المصدر إما أن يضاف أو يطرح معتمدًا على إذا كان هبوط في الجهد أو زيادة في الجهد في اتجاه التيار الشبكي، وبالنسبة لمصدر التيار الذي لا يتواجد بين شبكتين، فإن التيار الشبكي سوف يأخذ القيمة الموجبة أو السالبة لمصدر التيار على حسب إذا كان التيار الشبكي في نفس اتجاه مصدر التيار أو في الاتجاه المقابل له ، والدائرة التالية هي نفس الدائرة المذكورة أعلاه مع المعادلات اللازمة لحل جميع التيارت في الدائرة .
{\displaystyle {\begin{cases}{\text{Mesh 1: }}I_{1}=I_{s}\\{\text{Mesh 2: }}-V_{s}+R_{1}(I_{2}-I_{1})+{\frac {1}{sC}}(I_{2}-I_{3})=0\\{\text{Mesh 3: }}{\frac {1}{sC}}(I_{3}-I_{2})+R_{2}(I_{3}-I_{1})+LsI_{3}=0\\\end{cases}}\,}
بمجرد إيجاد المعادلة، فإن نظام المعادلات الخطية يمكن أن يحل بواسطة أي طريقة لحل المعادلات الخطية .

## حالات خاصة

الشكل 3 : دائرة بشبكة فائقة، الدائرة الفائقة تحدث بسبب وجود مصدر التيار بين الشبكات الأساسية

يوجد حالتان خاصتان في التيار الشبكي : التيارات التي تشمل شبكة فائقة و التيارات التي تشمل مصادر معتمدة .

### شبكة فائقة
الشبكة الفائقة تحدث عندما يقع مصدر تيار بين شبكتين أساسيتين، وتعامل الدائرة في البداية كما لو أنه لا يوجد مصدر تيار، وهذا يؤدي إلى معادلة واحدة تشمل تيارين شبكيين، وبمجرد تكون هذه المعادلة، فإننا نحتاج إلى معادلة تربط بين التيارين الشبكيين مع مصدر التيار، حيث تكون معادلة بها مصدرالتيار يساوي حاصل طرح أحد التيارين الشبكيين من الآخر، والمثال التالي هو مثال بسيط للتعامل مع الشبكة الفائقة.
{\displaystyle {\begin{cases}{\text{Mesh 1, 2: }}-V_{s}+R_{1}I_{1}+R_{2}I_{2}=0\\{\text{Current source: }}I_{s}=I_{2}-I_{1}\end{cases}}\,}

## المصادر المعتمدة

الشكل 4 : دائرة بمصدر معتمد، i_{x} هو التيار الذي يعتمد عليه المصدر المعتمد